# Protocolo de Olivos
El Protocolo de Olivos es un Protocolo firmado el 18 de febrero de 2002 en la ciudad argentina de Olivos por los países miembros del Mercosur, entrando en vigencia en 2004, con el fin de resolver los conflictos y minimizar las diferencias entre los estados.

## Características
A través del protocolo se creó el Tribunal Permanente de Revisión del Mercosur (TPR), con el fin de controlar la legalidad de los laudos arbitrales. Un siguiente paso será la creación de un tribunal permanente del Mercosur. El TPR está formado por cinco árbitros designados, uno por cada  Estado miembro, por un período de dos años, renovable por un máximo de dos veces consecutivas. La elección del quinto árbitro se hará por unanimidad para un periodo de tres años no renovable.
En el caso de que dos Estados estén involucrados en una disputa, esta se resolverá en primera instancia por el arbitraje ad hoc por los árbitros elegidos. Podrá existir un recurso de laudo arbitral al Tribunal, que estará integrado por tres árbitros: dos de los países litigantes y el tercero, que será el presidente, se sortearán entre los otros jueces que no sean nacionales de esos estados. Si la disputa involucra a más de dos Estados, la Corte tendrá todos sus árbitros. El TPR se llevará a cabo en Asunción del Paraguay, pero podrá reunirse en caso de necesidad debidamente justificada, en otras ciudades del Mercosur.
Está previsto en el Protocolo de Olivos que los árbitros serán juristas de reconocido prestigio y con conocimiento de las normas del Mercosur. Serán imparciales en relación con la administración pública y sin intereses de cualquier naturaleza en la controversia.